# Albrecht Knaus
Albrecht Knaus (* 5. Mai 1913 in München; † 27. November 2007 in München) war ein deutscher Verleger.

## Leben
Albrecht Knaus – ein Sohn des Juristen Anton Knaus und seiner Ehefrau Laura Knaus, geb. Gramich-Mendelssohn – studierte Geschichte, Kunstgeschichte, Germanistik und Philosophie an der Humboldt-Universität zu Berlin sowie an der Ludwig-Maximilians-Universität München. Knaus wurde mit seiner Dissertation über Die Münchener Post im Ersten Weltkrieg promoviert. Anschließend absolvierte er von 1937 bis 1939 eine Lehre als Buchhändler in der Buchhandlung Heinrich Hugendubel. Danach war Knaus im Piper Verlag zunächst als Lektor und von 1945 bis 1955 als Cheflektor tätig. Ab 1956 war er eine kurze Zeit Verlagsleiter bei Scherz & Goverts; anschließend übernahm Knaus bei Ullstein die Leitung des Propyläen Verlags, für den er 1959 alle Rechte am Gesamtwerk Gerhart Hauptmanns erwarb.
Von 1966 bis 1977 war Albrecht Knaus als Verlagsleiter für das Programm beim Hamburger Verlag Hoffmann & Campe verantwortlich, der vor allem mit dem Schriftsteller Siegfried Lenz und dessen Deutschstunde (1968) gute Umsätze machen konnte. 1973 wurde Knaus auch Mitgesellschafter des Verlages Hofmann & Campe.
Im Januar 1978 gründete Knaus in einer Kooperation mit der damaligen Verlagsgruppe Bertelsmann den Albrecht Knaus Verlag in der Rechtsform einer Einzelfirma und mit dem Geschäftssitz in Hamburg. Die Leitung übergab er 1989 an Ewald Dede und Karl Blessing.